# Костыгов, Алексей Вениаминович
Алексей Вениаминович Костыгов (род. 5 июля 1973, Ярославль) — российский гандболист, вратарь; тренер. Заслуженный мастер спорта России (2004).

## Биография
Начал заниматься гандболом в 1982 году в ДЮСШ города Ярославля. Образование высшее — Волгоградский ГУФК.

## Достижения
- бронзовый призёр Олимпийских игр 2004 (Афины)
- чемпионат Европы 2004 — 5 место (Словения)
- Чемпионат мира по гандболу среди мужчин 2003 — 5 место (Португалия)
- обладатель Кубка обладателей кубков Европейских стран 2006
- неоднократный чемпион России

## Награды
- Награждён медалью ордена «За заслуги перед Отечеством II степени».